# Aboma etheostoma
Genre
Espèce
Statut de conservation UICN

 DD  : Données insuffisantes
Aboma etheostoma est une espèce de poissons de la famille des Gobiidae, l'unique espèce du genre Aboma (monotypique).

## Synonymes
Ce taxon admet les synonymes suivants :
- Gobiosoma etheostoma (Jordan & Starks, 1895)
- Gobiosoma polyporosum Dawson, 1969